# El Sistema

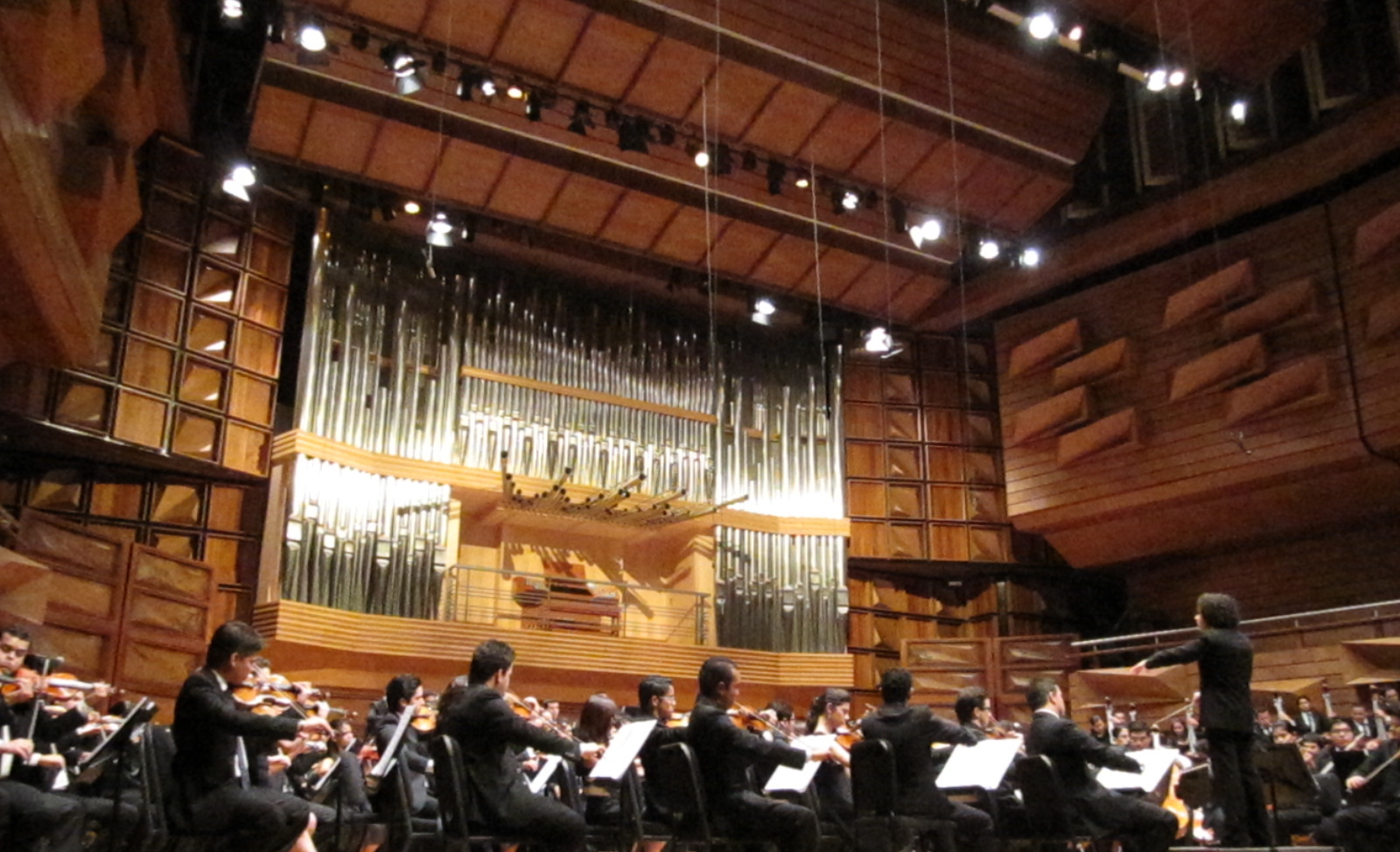
Gustavo Dudamel in concert in het Centro de Acción Social para la Música, Caracas.

El Sistema ("Het Systeem") is een model voor muziekonderwijs, dat in 1975 in Venezuela ontstond en uitgewerkt werd door José Antonio Abreu. Hij bedacht een voor iedereen toegankelijk muziekonderwijssysteem met gratis toegang voor jeugd en jongeren uit alle sociale klassen.

## Achtergrond
El Sistema heette bij oprichting officieel Fundación del Estado para el Sistema Nacional de las Orquestas Juveniles e Infantiles de Venezuela (FESNOJIV). Sinds 2012 hanteert het de naam Fundación Musical Simón Bolívar (FMSB). Daarnaast wordt het acroniem FESNOJIV nog steeds gehanteerd. Het systeem valt onder verantwoordelijkheid - en ontvangt financiering - van de Venezolaanse overheid. Het gehele muziekproject omvat inmiddels meer dan 125 jeugdsymfonie-orkesten en -koren, waarvan de beste internationaal optreden. Er zijn meer dan 350.000 leerlingen in 180 verschillende Venezolaanse regio's aan het systeem verbonden.

## Geschiedenis
José Antonio Abreu was econoom en musicus. Hij stichtte El Sistema in 1975 onder de naam Acción Social para la Música ('sociale actie voor de muziek'), waarvan hij zichzelf tot directeur benoemde. Sinds dat moment werd hij met hulp van de overheid in staat gesteld om het project te ontwikkelen. De regering van Hugo Chávez was zeer genereus voor El Sistema, en financierde voortdurend dit project; het werd in de internationale betrekkingen een 'visitekaartje' voor de zittende regering.
Abreu werkte voor de ministeries van financiën, sport en gezondheid (en niet voor cultuur). El Sistema heeft als hoofddoel om sociale bescherming te organiseren, en om de arme gemeenschap te verheffen en kinderen te beschermen tegen de drugshandel en te behoeden voor crimineel gedrag.

## Missie
Volgens de definitie van FESNOJIV is El Sistema de organisatie die op een systematische wijze de muziekbeoefening stimuleert en propageert door gezamenlijke muzikale projecten, zoals door middel van orkesten en koren waarin een groot deel van de organisatie geschiedt door inzet van de gemeenschap zelf.
Het doel van El Sistema is eerder sociaal dan artistiek. Door in een orkest te spelen of in een koor te zingen, met het bijbehorende muziekonderwijs, krijgen de jonge muzikanten een 'sociale' opleiding. Ze leren er niet louter muziek te beoefenen, maar ook onderling samen te werken, discipline op te brengen, naar elkaar te luisteren en op een intellectueel en sociaal hoger plan te komen. Bovendien baant El Sistema de weg naar beter vervolgonderwijs. Ook de omgeving van de studenten wordt bij het project betrokken. Zo worden ouders gestimuleerd om hun kind te laten deelnemen en worden vrijwilligers (onder wie ouders) benaderd om mee te helpen bij bijvoorbeeld het transport van de kinderen naar de lessen en uitvoeringen. Verder treden de orkesten ook op in de buurten waar de kinderen vandaan komen. De instrumenten waarop de kinderen spelen worden door El Sistema gratis ter beschikking gesteld.

## De orkestenSimón Bolívar

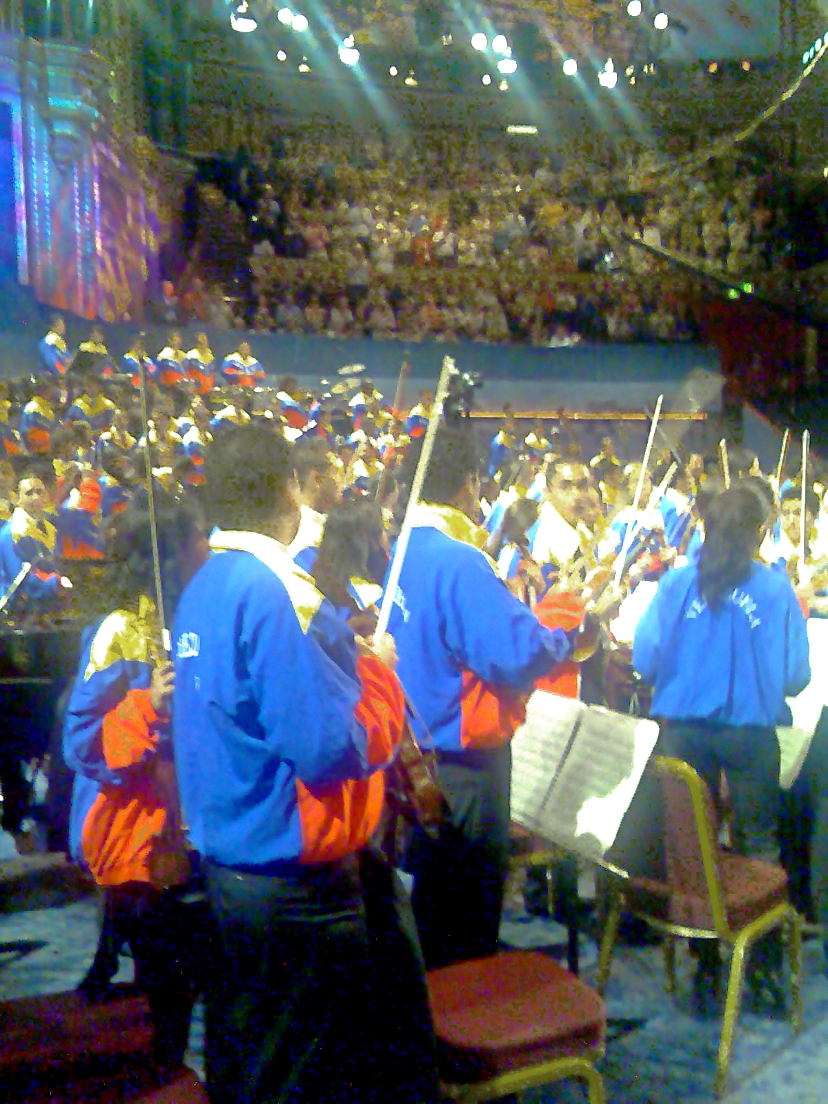
Orquesta Sinfónica Simón Bolívar' in 2007

Een van de voornaamste artistieke resultaten van El Sistema zijn de orkesten die optreden onder de naam Orquesta Sinfónica Simón Bolívar. Diverse van deze orkesten maken regelmatig tournees in het buitenland. Het voornaamste orkest debuteerde in 2007 onder leiding van Gustavo Dudamel in Carnegie Hall, wat leidde tot meer internationale erkenning.

## Filmografie
In 2004 werd onder regie van Alberto Arvelo een documentaire over El Sistema gemaakt met de titel Tocar y luchar ('Spelen en strijden'). Deze film won diverse prijzen, waaronder die voor de beste documentaire op het Cine Las Americas International Film Festival en het 'Albuquerque Latino Film Festival. In 2008 werd een andere film gemaakt: El Sistema, geregisseerd door Paul Smaczny en Maria Stodtmeier.

## Bekende studenten
Een aantal leerlingen van El Sistema bereikte een internationale carrière in de muziek, onder wie:
- de dirigenten Gustavo Dudamel, Dietrich Paredes, Christian Vásquez, Diego Matheuz, Natalia Luis-Bassa en Rafael Payare
- de contrabassist Edicson Ruiz, orkestlid van de Berliner Philharmoniker
- de violist Joen Vazquez, orkestlid van het Pittsburgh Symphony Orchestra
- de fluitist Pedro Eustache
- de violist en dirigent Edward Pulgar